# リン酸一水素カルシウム
リン酸一水素カルシウム（りんさんいちすいそカルシウム、英語: calcium monohydrogen phosphate、化学式 CaHPO4、別名第二リン酸カルシウム）は、リン酸カルシウムの一種である。
リン酸二水素カルシウム（化学式 Ca(H2PO4)2 、別名第一リン酸カルシウム）とともにリン酸水素カルシウムと総称されることがある。
石灰乳（水酸化カルシウムと水とからなる粥状の懸濁液）にリン酸を反応させて生産し、化学肥料・医薬品・歯磨剤などの製造に用いる。